# Ступені вищої освіти в Україні
Осві́тньо-кваліфікаці́йний рівень ви́щої осві́ти — характеристика вищої освіти за ознаками ступеня сформованості знань, умінь та навичок особи, що забезпечують її здатність виконувати завдання та обов'язки (роботи) певного рівня професійної діяльності.

## Загальна характеристика
Відповідно до частини другої статті 5 Закону України «Про вищу освіту» в Україні присуджують такі ступені вищої освіти:
1. молодший бакалавр;
2. бакалавр;
3. магістр;
4. доктор філософії / доктор мистецтва
5. доктор наук.

Підвищення кваліфікації, перепідготовка кваліфікованих робітників та фахівців з вищою освітою здійснюється за відповідними освітньо-професійними програмами післядипломної підготовки.
Навчальні заклади відповідно до потреб народного господарства в межах ліцензованого обсягу прийому на відповідний напрям підготовки чи спеціальність здійснюють на конкурсній основі прийом на навчання за освітньо-професійними програмами підготовки кваліфікованих робітників та фахівців з вищою освітою.
Освітньо-професійні програми підготовки кваліфікованих робітників та фахівців з вищою освітою відповідних освітньо-кваліфікаційних рівнів — державні документи, які визначають зміст та нормативний термін навчання і передбачають відповідні форми контролю та державної атестації. Зазначені освітньо-професійні програми затверджуються Міносвіти.
Вимоги до змісту, обсягу і рівня освітньої та фахової підготовки встановлюються державними стандартами освіти, які є основою оцінки освітнього та освітньо-кваліфікаційного рівня громадян незалежно від форм одержання освіти.
Державні стандарти освіти розробляються окремо з кожного освітньо-кваліфікаційного рівня і затверджуються Кабінетом Міністрів України. Вони підлягають перегляду та перезатвердженню не рідше ніж один раз на 10 років.
Контроль за рівнем освітньої та фахової підготовки, яку здобуває особа у процесі засвоєння змісту навчання, і визначення його відповідності встановленим у змісті освіти вимогам здійснюються в установленому порядку.
Зміст освіти — обумовлені цілями та потребами суспільства вимоги до системи знань, умінь та навичок, світогляду та громадських і професійних якостей майбутнього фахівця, що формуються у процесі навчання з урахуванням перспектив розвитку науки, техніки, технологій та культури.
Зміст освіти встановлюється в освітньо-кваліфікаційних характеристиках та інших актах органів управління освітою і змінюється відповідно до рівня розвитку науки, культури, виробництва, суспільства.
Освітньо-кваліфікаційні характеристики фахівців з вищою освітою відповідних освітньо-кваліфікаційних рівнів — державні документи, які визначають цілі освіти у вигляді системи виробничих функцій, типових задач діяльності та умінь, необхідних для вирішення цих задач.
Зміст навчання — науково обґрунтований методичний та дидактичний навчальний матеріал, засвоєння якого забезпечує здобуття освіти і кваліфікації згідно з освітньо-кваліфікаційним рівнем.
Зміст навчання визначається освітньо-професійними програмами підготовки кваліфікованих робітників та фахівців з вищою освітою певних освітньо-кваліфікаційних рівнів, структурно-логічною схемою підготовки, програмами навчальних дисциплін, іншими нормативними документами та навчальною і навчально-методичною літературою.
Нормативна частина змісту навчання — обов'язковий для засвоєння зміст навчання, сформований відповідно до вимог освітньо-кваліфікаційної характеристики як змістовні модулі із зазначенням їх обсягу і рівня засвоєння, а також форм державної атестації.
Вибіркова частина змісту навчання — рекомендований для засвоєння зміст навчання, сформований як змістовні модулі із зазначенням їх обсягу та форм атестації, призначений для задоволення потреб і можливостей особистості, регіональних потреб у кваліфікованих робітниках та у фахівцях певної спеціалізації, досягнень наукових шкіл і навчальних закладів.
Нормативний термін навчання — встановлений освітньо-професійною програмою термін викладання нормативної і вибіркової частин змісту освітньо-професійної програми для очної форми навчання.
Термін викладання нормативної і вибіркової частин змісту освітньо-професійної програми для заочної та інших форм навчання визначається навчальним закладом і може перевищувати нормативний термін навчання не більше ніж на 20 відсотків.
Навчальні заклади самостійно визначають перелік та зміст вибіркових навчальних дисциплін освітньо-професійних програм, а також розробляють структурно-логічну схему навчання, робочі програми нормативних навчальних дисциплін.
Переліки робітничих професій, а також напрямів і спеціальностей, за якими здійснюється підготовка кваліфікованих робітників та фахівців з вищою освітою у навчальних закладах за відповідними освітньо-кваліфікаційними рівнями, та зразки документів про здобуття освіти і певної кваліфікації та порядок їх видачі затверджує Кабінет Міністрів України.
Умови прийому на навчання за освітньо-професійними програмами підготовки кваліфікованих робітників розробляються і затверджуються Міносвіти в установленому порядку.
Правила прийому на навчання за освітньо-професійними програмами підготовки фахівців з вищою освітою встановлюються вищим навчальним закладом відповідно до Положення про освітньо-кваліфікаційні рівні (ступеневу освіту) та Типових умов прийому до вищих навчальних закладів, які розробляються і затверджуються Міносвіти в установленому порядку.
Здобуття відповідної кваліфікації фахівця підтверджується державною атестацією, яка здійснюється державною екзаменаційною (кваліфікаційною) комісією на підставі результатів державних іспитів та (або) захисту кваліфікаційної роботи після виконання відповідної освітньо-професійної програми підготовки кваліфікованого робітника, молодшого спеціаліста, бакалавра, спеціаліста та магістра.
Особи, які успішно пройшли державну атестацію, отримують документи встановленого зразка про здобуття освіти та кваліфікації. Особи, які мають не менше 75 відсотків відмінних оцінок з усіх навчальних дисциплін та практичної підготовки з оцінками «добре» з інших дисциплін та з оцінками «відмінно» за результатами державної атестації, отримують документи встановленого зразка про здобуття освіти та кваліфікації з відзнакою.
Особи, які не пройшли державної атестації після завершення навчання, отримують відповідний документ.

## Ступені вищої освіти
1. Молодший бакалавр — освітньо-професійний ступінь, що здобувається на початковому рівні (короткому циклі) вищої освіти і його присуджує заклад вищої освіти у результаті успішного виконання здобувачем вищої освіти освітньо-професійної програми, обсяг якої становить 120—150 кредитів ЄКТС. Особа має право здобувати ступінь молодшого бакалавра за умови наявності в неї повної загальної середньої освіти.
2. Бакалавр — освітній ступінь, що здобувається на першому рівні вищої освіти та який присуджує заклад вищої освіти у результаті успішного виконання здобувачем вищої освіти освітньо-професійної програми, обсяг якої становить 180—240 кредитів ЄКТС. Бакалавр—це базова вища освіта. Особа має право здобувати ступінь бакалавра за умови наявності в неї повної загальної середньої освіти.
3. Магістр — освітній ступінь, який здобувається на другому рівні вищої освіти та який присуджує заклад вищої освіти (наукова установа) у результаті успішного виконання здобувачем вищої освіти відповідної освітньої програми. Ступінь магістра здобувається за освітньо-професійною або за освітньо-науковою програмою. Обсяг освітньо-професійної програми підготовки магістра становить 90-120 кредитів ЄКТС, обсяг освітньо-наукової програми — 120 кредитів ЄКТС. Освітньо-наукова програма магістра обов'язково включає дослідницьку (наукову) компоненту обсягом не менше 30 відсотків. Особа має право здобувати ступінь магістра за умови наявності в неї ступеня бакалавра.
Ступінь магістра медичного, фармацевтичного або ветеринарного спрямування здобувається на основі повної загальної середньої освіти і його присуджує заклад вищої освіти (наукова установа) у результаті успішного виконання здобувачем вищої освіти відповідної освітньої програми, обсяг якої становить 300—360 кредитів ЄКТС.
4. Доктор філософії — освітній і водночас перший науковий ступінь, що здобувається на третьому рівні вищої освіти на основі ступеня магістра. Ступінь доктора філософії присуджує спеціалізована вчена рада закладу вищої освіти або наукової установи в результаті успішного виконання здобувачем вищої освіти відповідної освітньо-наукової програми та публічного захисту дисертації у спеціалізованій вченій раді. Особа має право здобувати ступінь доктора філософії під час навчання в аспірантурі (ад'юнктурі). Особи, які професійно здійснюють наукову, науково-технічну або науково-педагогічну діяльність за основним місцем роботи, мають право здобувати ступінь доктора філософії поза аспірантурою, зокрема під час перебування у творчій відпустці, за умови успішного виконання відповідної освітньо-наукової програми та публічного захисту дисертації у спеціалізованій вченій раді. Нормативний строк підготовки доктора філософії в аспірантурі (ад'юнктурі) становить чотири роки. Обсяг освітньої складової освітньо-наукової програми підготовки доктора філософії становить 30-60 кредитів ЄКТС.
Доктор мистецтва — освітньо-творчий ступінь, що здобувається на третьому рівні вищої освіти на основі ступеня магістра. Особа має право здобувати ступінь доктора мистецтва у творчій аспірантурі. Першим етапом здобуття ступеня доктора мистецтва може бути асистентура-стажування, яка є формою підготовки мистецьких виконавських кадрів вищої кваліфікації. Ступінь доктора мистецтва присуджує спеціалізована рада з присудження ступеня доктора мистецтва закладу вищої освіти мистецького спрямування за результатом успішного виконання здобувачем вищої освіти відповідної освітньо-творчої програми та публічного захисту творчого мистецького проєкту. Нормативний строк підготовки доктора мистецтва у творчій аспірантурі становить три роки. Обсяг освітньої складової освітньо-творчої програми підготовки доктора мистецтва становить 30-60 кредитів ЄКТС.
5. Доктор наук — другий науковий ступінь, що здобувається особою на науковому рівні вищої освіти на основі ступеня доктора філософії і передбачає набуття найвищих компетентностей у галузі розроблення і впровадження методології дослідницької роботи, проведення оригінальних досліджень, отримання наукових результатів, які забезпечують розв'язання важливої теоретичної або прикладної проблеми, мають загальнонаціональне або світове значення та опубліковані в наукових виданнях. Ступінь доктора наук присуджує спеціалізована вчена рада закладу вищої освіти чи наукової установи за результатами публічного захисту наукових досягнень у вигляді дисертації або опублікованої монографії, або за сукупністю статей, опублікованих у вітчизняних і міжнародних рецензованих фахових виданнях.

## Джерело
- Закон України «Про вищу освіту» від 01.07.2014 № 1556-VII із змінами [Архівовано 18 листопада 2016 у Wayback Machine.]